# Еван ван Муркерке
Еван ван Муркерке (англ. Evan van Moerkerke, 16 серпня 1993) — канадський плавець.
Учасник Олімпійських Ігор 2016 року.
Призер Панамериканських ігор 2015 року.